# 花园大道 (合肥)
花园大道，中国安徽省合肥市的一条东西向干道，得名自花园村（原址位于花园大道与包河大道交口），原名人民大街，东起大圩生态农业旅游景区西侧的环圩西路，西至合肥经开区境内的宿松路正接观海路，其中与庐州大道交口设有全安徽省首个地下立交。沿路有大圩镇人民政府、合肥工业大学智能制造技术研究院、安徽体育运动职业技术学院、合肥市包河经济开发区管理委员会、骆岗生态公园、安徽中科庚玖医院、新康中学等。

## 轨道交通
- █ 1号线：高王站
- █ 5号线：花园大道站